# 13.ª etapa de la Vuelta a España 2018
La 13.ª etapa de la Vuelta a España 2018 tuvo lugar el 7 de septiembre de 2018 entre Candás y La Camperona sobre un recorrido de 174,8 km y fue ganada en solitario por el ciclista español Óscar Rodríguez del equipo Euskadi-Murias. El ciclista español Jesús Herrada del equipo Cofidis, conservó el maillot de líder.

## Clasificación de la etapa
| \| Clasificación de la etapa \| Clasificación de la etapa \| Clasificación de la etapa \| Clasificación de la etapa \| Clasificación de la etapa \| \| Ciclista \| Ciclista \| Equipo \| Tiempo \| \| \| ------------------------- \| ---------------------------- \| ------------------------- \| ------------------------- \| ------------------------- \| \| 1.º \| Óscar Rodríguez Garaicoechea \| Euskadi-Murias \| 4 h 17 min 05 s \| \| \| 2.º \| Rafał Majka \| Bora-Hansgrohe \| + 19 s \| \| \| 3.º \| Dylan Teuns \| BMC Racing Team \| + 30 s \| \| \| 4.º \| Bjorg Lambrecht \| Lotto-Soudal \| + 38 s \| \| \| 5.º \| Laurens De Plus \| Quick-Step Floors \| + 43 s \| \| \| 6.º \| Merhawi Kudus \| Dimension Data \| + 1 min 00 s \| \| \| 7.º \| Ilnur Zakarin \| Katusha-Alpecin \| + 1 min 12 s \| \| \| 8.º \| Pieter Serry \| Quick-Step Floors \| + 1 min 21 s \| \| \| 9.º \| Edward Ravasi \| UAE Team Emirates \| + 1 min 25 s \| \| \| 10.º \| Benjamin King \| Dimension Data \| + 1 min 27 s \| \| |                              |                   |                 |
| |                              |                   |                 |
| Fuente: ProCyclingStats |                              |                   |                 |
| Clasificación de la etapa |                              |                   |                 |
| Ciclista | Ciclista                     | Equipo            | Tiempo          |
| 1.º | Óscar Rodríguez Garaicoechea | Euskadi-Murias    | 4 h 17 min 05 s |
| 2.º | Rafał Majka                  | Bora-Hansgrohe    | + 19 s          |
| 3.º | Dylan Teuns                  | BMC Racing Team   | + 30 s          |
| 4.º | Bjorg Lambrecht              | Lotto-Soudal      | + 38 s          |
| 5.º | Laurens De Plus              | Quick-Step Floors | + 43 s          |
| 6.º | Merhawi Kudus                | Dimension Data    | + 1 min 00 s    |
| 7.º | Ilnur Zakarin                | Katusha-Alpecin   | + 1 min 12 s    |
| 8.º | Pieter Serry                 | Quick-Step Floors | + 1 min 21 s    |
| 9.º | Edward Ravasi                | UAE Team Emirates | + 1 min 25 s    |
| 10.º | Benjamin King                | Dimension Data    | + 1 min 27 s    |

## Clasificaciones al final de la etapa

### Clasificación general
| \| Clasificación general \| Clasificación general \| Clasificación general \| Clasificación general \| Clasificación general \| \| Ciclista \| Ciclista \| Equipo \| Tiempo \| \| \| --------------------- \| --------------------- \| -------------------------- \| --------------------- \| --------------------- \| \| 1.º \| Jesús Herrada \| Cofidis, Solutions Crédits \| 54 h 50 min 19 s \| \| \| 2.º \| Simon Yates \| Mitchelton-Scott \| + 1 min 42 s \| \| \| 3.º \| Nairo Quintana \| Movistar Team \| + 1 min 50 s \| \| \| 4.º \| Alejandro Valverde \| Movistar Team \| + 1 min 54 s \| \| \| 5.º \| Miguel Ángel López \| Astana \| + 2 min 23 s \| \| \| 6.º \| Rigoberto Urán \| EF Education First-Drapac \| + 2 min 33 s \| \| \| 7.º \| Ion Izagirre \| Bahrain-Merida \| + 2 min 35 s \| \| \| 8.º \| Tony Gallopin \| AG2R La Mondiale \| + 2 min 40 s \| \| \| 9.º \| Steven Kruijswijk \| LottoNL-Jumbo \| + 2 min 44 s \| \| \| 10.º \| Emanuel Buchmann \| Bora-Hansgrohe \| + 2 min 47 s \| \| |                    |                            |                  |
| |                    |                            |                  |
| Fuente: ProCyclingStats |                    |                            |                  |
| Clasificación general |                    |                            |                  |
| Ciclista | Ciclista           | Equipo                     | Tiempo           |
| 1.º | Jesús Herrada      | Cofidis, Solutions Crédits | 54 h 50 min 19 s |
| 2.º | Simon Yates        | Mitchelton-Scott           | + 1 min 42 s     |
| 3.º | Nairo Quintana     | Movistar Team              | + 1 min 50 s     |
| 4.º | Alejandro Valverde | Movistar Team              | + 1 min 54 s     |
| 5.º | Miguel Ángel López | Astana                     | + 2 min 23 s     |
| 6.º | Rigoberto Urán     | EF Education First-Drapac  | + 2 min 33 s     |
| 7.º | Ion Izagirre       | Bahrain-Merida             | + 2 min 35 s     |
| 8.º | Tony Gallopin      | AG2R La Mondiale           | + 2 min 40 s     |
| 9.º | Steven Kruijswijk  | LottoNL-Jumbo              | + 2 min 44 s     |
| 10.º | Emanuel Buchmann   | Bora-Hansgrohe             | + 2 min 47 s     |

### Clasificación por puntos
| Clasificación por puntos | Clasificación por puntos | Clasificación por puntos | Clasificación por puntos | Clasificación por puntos |
| Ciclista                 | Ciclista                 | Equipo                   | Puntos                   |                          |
| ------------------------ | ------------------------ | ------------------------ | ------------------------ | ------------------------ |
| 1.º                      | Alejandro Valverde       | Movistar Team            | 85 pts                   |                          |
| 2.º                      | Peter Sagan              | Bora-Hansgrohe           | 83 pts                   |                          |
| 3.º                      | Benjamin King            | Dimension Data           | 68 pts                   |                          |
| 4.º                      | Dylan Teuns              | BMC Racing Team          | 68 pts                   |                          |
| 5.º                      | Elia Viviani             | Quick-Step Floors        | 66 pts                   |                          |
| 6.º                      | Danny van Poppel         | LottoNL-Jumbo            | 56 pts                   |                          |
| 7.º                      | Alessandro De Marchi     | BMC Racing Team          | 53 pts                   |                          |
| 8.º                      | Giacomo Nizzolo          | Trek-Segafredo           | 53 pts                   |                          |
| 9.º                      | Michał Kwiatkowski       | Team Sky                 | 50 pts                   |                          |
| 10.º                     | Bauke Mollema            | Trek-Segafredo           | 44 pts                   |                          |

### Clasificación de la montaña
| Clasificación de la montaña | Clasificación de la montaña  | Clasificación de la montaña | Clasificación de la montaña | Clasificación de la montaña |
| Ciclista                    | Ciclista                     | Equipo                      | Puntos                      |                             |
| --------------------------- | ---------------------------- | --------------------------- | --------------------------- | --------------------------- |
| 1.º                         | Luis Ángel Maté              | Cofidis, Solutions Crédits  | 64 pts                      |                             |
| 2.º                         | Benjamin King                | Dimension Data              | 40 pts                      |                             |
| 3.º                         | Bauke Mollema                | Trek-Segafredo              | 34 pts                      |                             |
| 4.º                         | Thomas de Gendt              | Lotto-Soudal                | 29 pts                      |                             |
| 5.º                         | Pierre Rolland               | EF Education First-Drapac   | 26 pts                      |                             |
| 6.º                         | Óscar Rodríguez Garaicoechea | Euskadi-Murias              | 12 pts                      |                             |
| 7.º                         | Dylan Teuns                  | BMC Racing Team             | 10 pts                      |                             |
| 8.º                         | Rafał Majka                  | Bora-Hansgrohe              | 9 pts                       |                             |
| 9.º                         | Ben Gastauer                 | AG2R La Mondiale            | 7 pts                       |                             |
| 10.º                        | Alejandro Valverde           | Movistar Team               | 6 pts                       |                             |

### Clasificación de la combinada
| Clasificación de la combinada | Clasificación de la combinada | Clasificación de la combinada | Clasificación de la combinada | Clasificación de la combinada |
| Ciclista                      | Ciclista                      | Equipo                        | Puntos                        |                               |
| ----------------------------- | ----------------------------- | ----------------------------- | ----------------------------- | ----------------------------- |
| 1.º                           | Alejandro Valverde            | Movistar Team                 | 15 pts                        |                               |
| 2.º                           | Benjamin King                 | Dimension Data                | 20 pts                        |                               |
| 3.º                           | Miguel Ángel López            | Astana                        | 36 pts                        |                               |
| 4.º                           | Bauke Mollema                 | Trek-Segafredo                | 42 pts                        |                               |
| 5.º                           | Rafał Majka                   | Bora-Hansgrohe                | 46 pts                        |                               |
| 6.º                           | Simon Yates                   | Mitchelton-Scott              | 54 pts                        |                               |
| 7.º                           | Michał Kwiatkowski            | Team Sky                      | 54 pts                        |                               |
| 8.º                           | Nairo Quintana                | Movistar Team                 | 56 pts                        |                               |
| 9.º                           | Laurens De Plus               | Quick-Step Floors             | 68 pts                        |                               |
| 10.º                          | Gianluca Brambilla            | Trek-Segafredo                | 99 pts                        |                               |

### Clasificación por equipos
| Clasificación por equipos | Clasificación por equipos                | Clasificación por equipos | Clasificación por equipos |
| Equipo                    | Equipo                                   | Tiempo                    |                           |
| ------------------------- | ---------------------------------------- | ------------------------- | ------------------------- |
| 1.º                       | Bahrain-Merida                           | 164 h 25 min 16 s         |                           |
| 2.º                       | Dimension Data                           | + 11 min 17 s             |                           |
| 3.º                       | Movistar Team                            | + 13 min 32 s             |                           |
| 4.º                       | Sky                                      | + 14 min 16 s             |                           |
| 5.º                       | Lotto NL-Jumbo                           | + 19 min 03 s             |                           |
| 6.º                       | Bora-Hansgrohe                           | + 19 min 57 s             |                           |
| 7.º                       | EF Education First-Drapac p/b Cannondale | + 35 min 19 s             |                           |
| 8.º                       | Astana                                   | + 36 min 06 s             |                           |
| 9.º                       | Euskadi Basque Country-Murias            | + 36 min 25 s             |                           |
| 10.º                      | Caja Rural-Seguros RGA                   | + 41 min 02 s             |                           |

## Abandonos
- José Gonçalves, pie a tierra y abandono en el transcurso de la etapa.